# Anton Shunto
Anton Shunto (tiếng Belarus: Антон Шунто; tiếng Nga: Антон Шунто; sinh 31 tháng 5 năm 1988) là một cầu thủ bóng đá Belarus. Tính đến năm 2017, anh thi đấu cho Krumkachy Minsk.
Anh là em trai của Denis Shunto, người sáng lập và chủ tịch của Krumkachy Minsk.